# Hondentraining

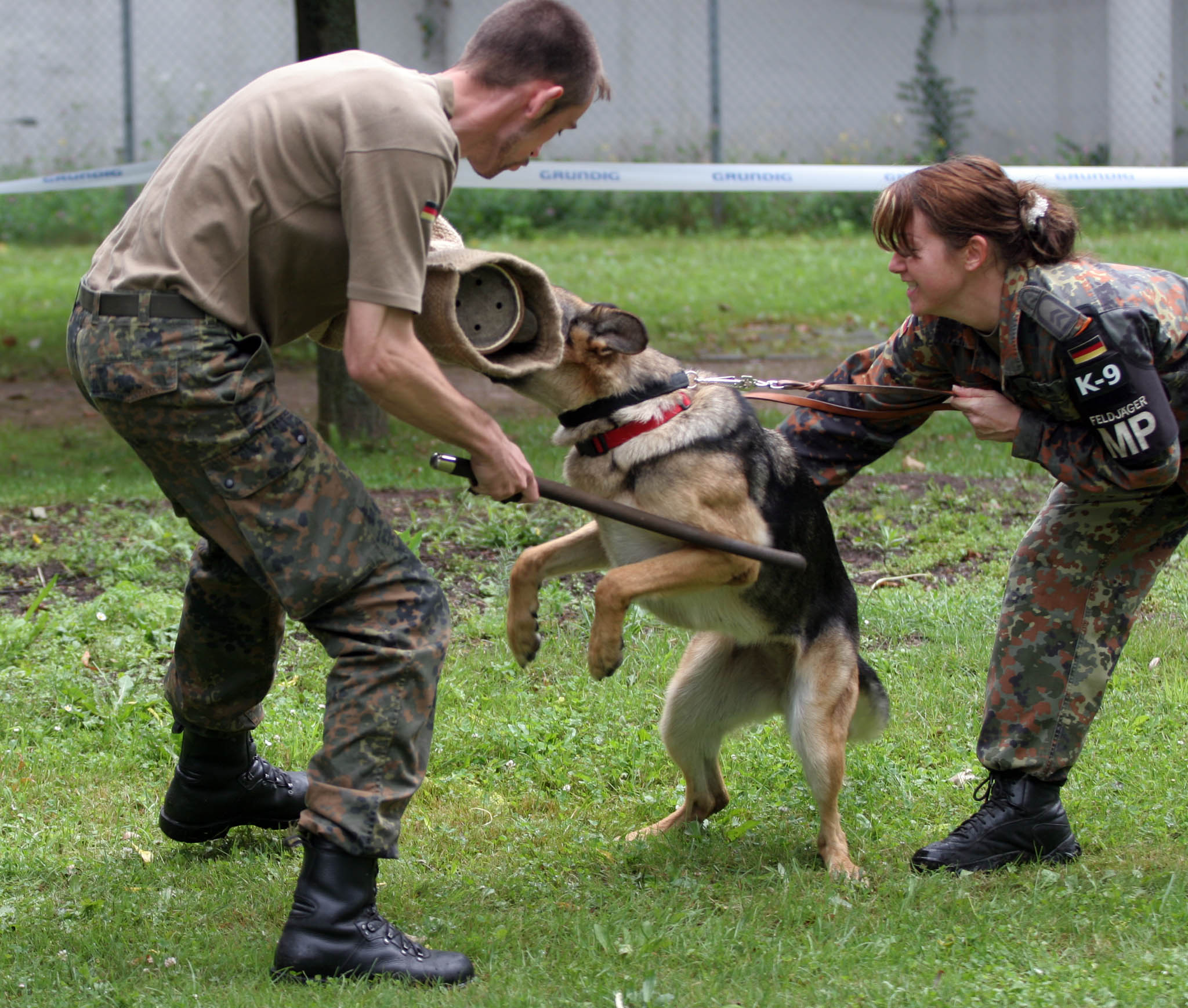
De training van een politiehond

Door middel van hondentraining wordt een hond geleerd om opdrachten uit te voeren, op bepaalde situaties te reageren of zich op een bepaalde manier te gedragen. 
De hond is van nature sociaal ingesteld, gewend als hij is om in roedels te leven. Daarom wil het dier, die de mens ook als lid van het roedel beschouwt, de andere leden zoveel als mogelijk is naar de zin te maken. Het is mede daardoor redelijk makkelijk om een hond te trainen. Ook een geleidehond en een hulphond doorlopen eerst een intensieve training voor ze een baasje toegewezen krijgen. Niet elke hond is daarvoor even geschikt. 
Veelvoorkomend gedrag dat honden aangeleerd wordt is het komen als ze geroepen worden en het "zitten" of "blijven" op commando. Bij het trainen van een hond kunnen beloningen (zoals eten of aandacht), zeker wanneer deze een positief effect sorteren op de training, gebruikt worden.

## Methoden
Er zijn veel methoden om een hond te trainen en vele doelstellingen, uiteenlopend van het aanleren van gehoorzaamheid van een gezinshond (waarbij ook vooral het baasje wordt geleerd hoe hij of zij met de hond moet omgaan) tot gespecialiseerde gebieden waaronder politiehond, in het leger, opsporing, redding, jagen, werken met vee, bijvoorbeeld schapen bijeendrijven, mensen helpen met een handicap, entertainment, hondensport en mensen en/of eigendommen beschermen/bewaken.